# یانگائولوو
یانگائولوو (انگلیسی: Yangaulovo) یک شهرک در شهرستان شارانسکی استان باشقیرستان کشور روسیه است.